# Münch

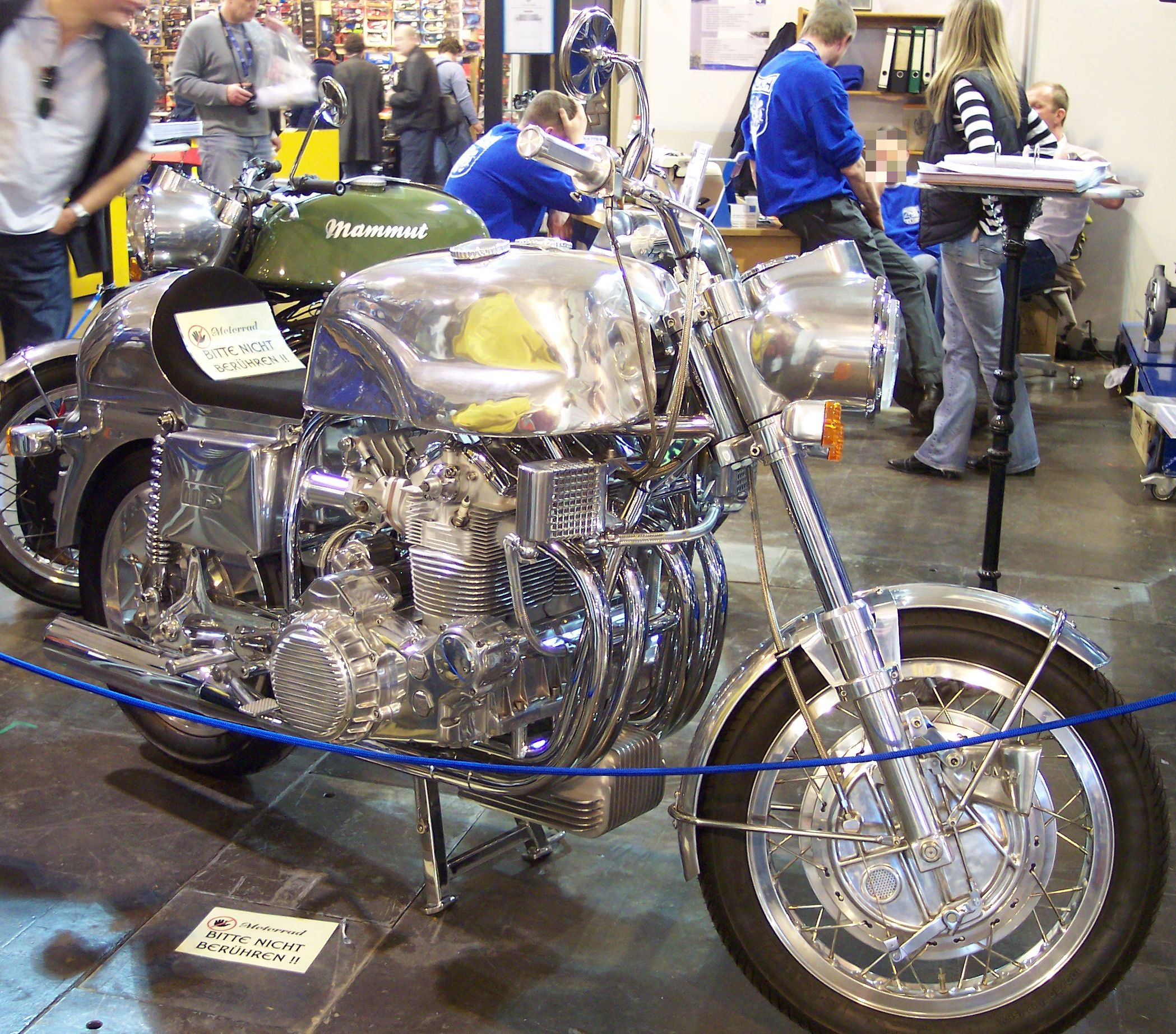
De naam "Mammut" was, zeker eind jaren zestig, niet misplaatst voor een dergelijke mastodont.

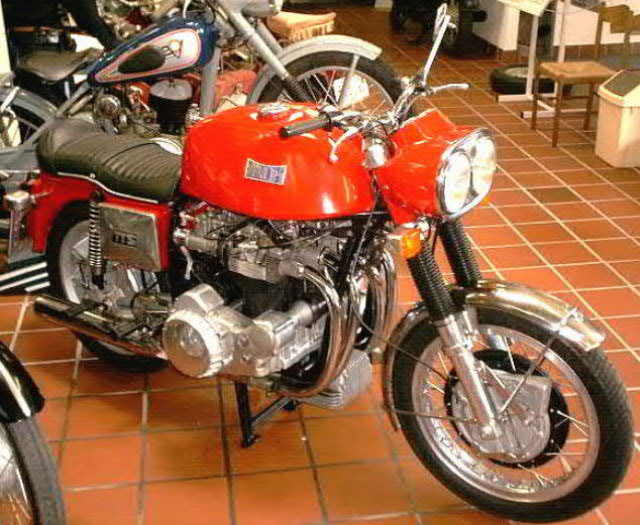
De dubbele koplamp maakte de Münch nog bulliger.

Münch is een historisch merk van motorfietsen.
Friedel Münch, later Münch Motorradfabrik GmbH en Heinz W. Henke - Münch Motorräder in Altenstadt (Hessen) was een Duitse fabrikant, die in 1966 motorfietsen ging bouwen met 1000 cc NSU-viercilinder-automotor, die onder de naam Mammut en later Münch Mammut verkocht werden. Later volgden 1200- en 1300 cc-modellen. In 1973 nam Heinz W. Henke het merk over, waarbij Friedel Münch nog tot 1976 bleef werken. In 1979 kwamen er zelfs Mammuts met injectie. Eind 1999 kwam Münch opnieuw op de markt met een 2000 cc versie met turbo. Deze zou in een gelimiteerde serie van 250 stuks geproduceerd worden en alleen via internet te bestellen zijn. Het project werd echter geen succes.
Anno 2010 is Münch weer actief. De nieuwe eigenaar van de merknaam, Thomas Petsch, heeft een raceteam opgericht dat deelneemt aan de E-Power Race Series, een in 2009 gestarte racecompetitie voor elektrisch aangedreven motorfietsen (E-Bikes). De motor staat bekend als de Münch TTE-1 en is voorzien van een '3-phase synchronious motor' die 90 kW (122PK) genereert en een topsnelheid van meer dan 200 kilometer per uur behaalt.
Op 26 september 2010 haalde het raceteam van Münch de constructeurstitel van het kampioenschap binnen tijdens de laatste race van het seizoen in Imola.
Friedel Münch is op 27 april 2014 overleden op de leeftijd van 87 jaar.